# 曼哈顿计划年表
曼哈顿计划（英語：Manhattan Project）是第二次世界大战期间的一项研发计划。该计划由美国主导，由英国、加拿大两国提供支持，成功制造了世上首枚原子弹。1942年到1946年间，曼哈顿计划由美國陸軍工兵部隊的莱斯利·理查德·格罗夫斯少将主持。负责执行计划的陆军驻扎在美国纽约市的曼哈頓区，“曼哈顿”便渐渐成为了整个计划的代号。曼哈顿计划自1939年伊始，最开始规模很小，但后来逐渐发展壮大，合并了英国的合金管工程，最终有13万余人参与、耗资近22亿美元（约合2020年的254億美元）。超过九成的预算被耗在了盖工厂、制造核裂变原料上，只有不到一成用在了研发、制造武器上。
战争期间，曼哈顿计划研制出了两种不同的原子弹。一种是相对简单的枪式裂变武器，使用了鈾的同位素鈾-235，该同位素在自然界的丰度只有0.7%。由于鈾-235与常见的鈾-238原子质量几乎相等，所产生的化学反应也完全相同，人们很难将这两种同位素相互分离。为此，曼哈顿计划设计出三种不同的铀浓缩法：电磁型同位素分离法、氣體擴散法和热泳法。分离工作主要在田纳西州的橡树岭进行。与此同时，人们也在研究制钚的方法。曼哈顿计划在橡树岭和漢福德區制造了若干反应堆，对鈾輻射照射并引发核嬗变转化为钚，再使用化学方法将钚从铀中分离出来。钚后来被证实不适合用在这种枪式的设计上，因此曼哈顿计划又耗费大量的精力在计划的主实验室洛斯阿拉莫斯实验室研发了一种更为复杂的内爆式核武器。
曼哈顿计划年表罗列出从曼哈顿计划正式开始之前的准备工作，到廣島與長崎原子彈爆炸，再到1947年曼哈顿计划被美国原子能委员会正式取代为止，这一段时间发生的重大事件。

## 1939年

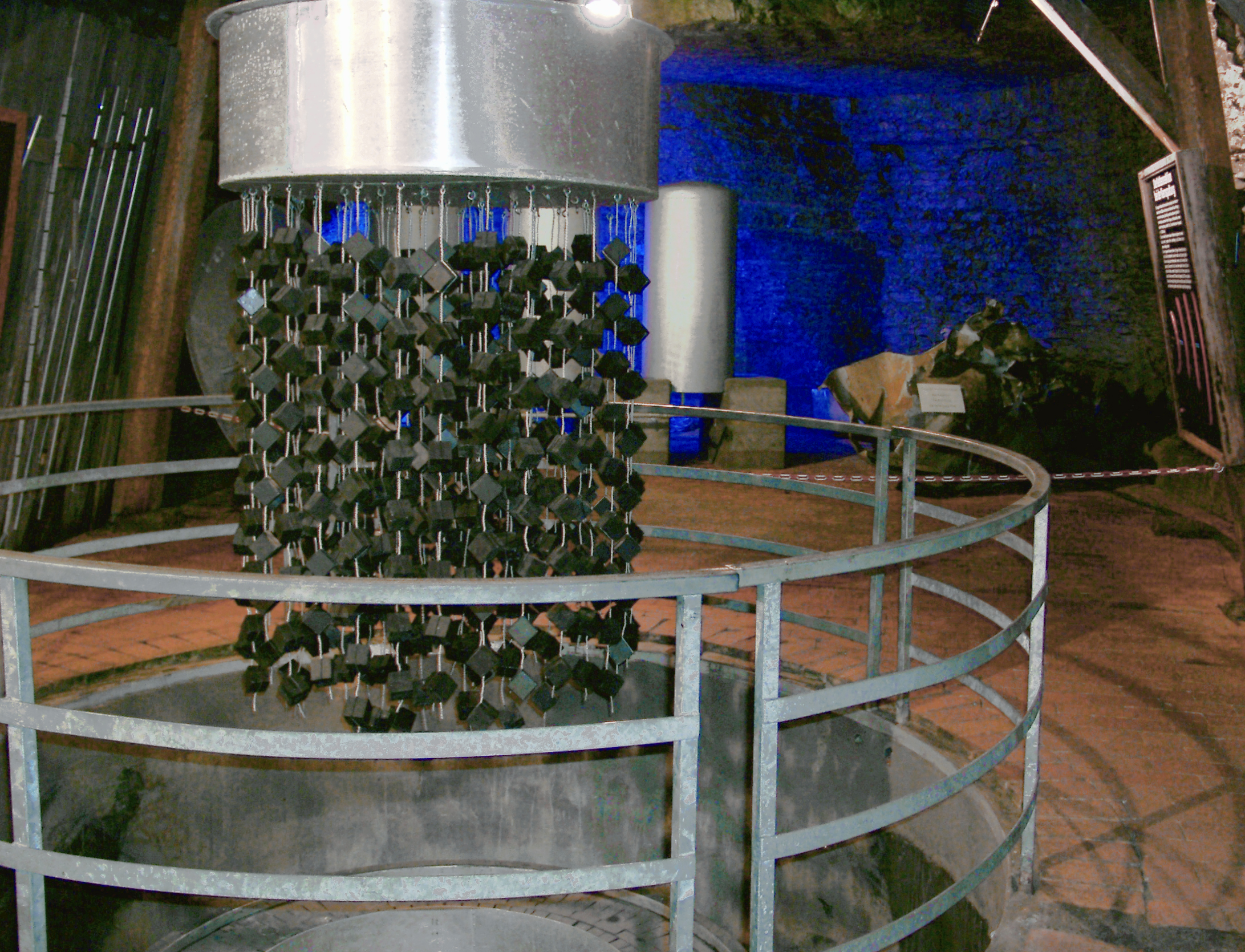
阿尔索斯任务发现了德國核武器開發計畫中位于海格洛赫的试验核反应堆。图为该反应堆的复制品。

- 4月2日：德国物理学家格奥尔格·约斯和威廉·汉勒提出了将核能用在军事领域的可能性。[5]
- 8月2日：阿尔伯特·爱因斯坦在信（愛因斯坦-西拉德信，作者为物理学家利奧·西拉德）中签下名字，希望递交至时任美国总统富兰克林·德拉诺·罗斯福处，建议对方为核裂变武器提供研发资金，因为当时的納粹德國可能也在这方面进行研究。[6]

- 9月3日：英国和法国因波蘭戰役而对纳粹德国进行宣战，从而拉开了第二次世界大战的帷幕。[7]
- 10月11日：经济学家亚历山大·萨赫斯会面罗斯福总统，并递交了愛因斯坦-西拉德信。罗斯福批准设立铀顾问团。[8]
- 10月21日：铀顾问团首次会面，会议由国家标准局的莱曼·布里格斯主持召开。顾问团划出6000美元的预算来做中子实验。[9]

## 1940年
- 3月：英国伯明翰大学学者奥托·弗里施、魯道夫·佩爾斯撰写了弗里施-佩尔斯备忘录，计算出原子弹的爆炸可能只需要1磅（0.45）的浓缩铀。该备忘录先是到了澳大利亚物理学家马克·奥利芬特手中，后者将其转交给了英国化学家亨利·蒂泽德。[10]
- 3月2日：美国物理学家约翰·邓宁位于哥伦比亚大学的团队证实了尼尔斯·玻尔的猜想——慢中子可引发鈾-235的核裂变。[11]
- 4月10日：蒂泽德在英国设立了穆德委员会，用于进行原子弹的可行性研究。[12]
- 5月21日：乔治·基斯佳科夫斯基提出使用氣體擴散法来分离同位素。[13]
- 6月12日：罗斯福设立了美国国防部科研委员会，由万尼瓦尔·布什领导，并将铀顾问团并入其中。[14]
- 9月6日：布什告知布里格斯，国防部科研委员会将为铀的研发计划提供四万美元。[15]

## 1941年
- 2月25日：美国加利福尼亞大學柏克萊分校学者格倫·西奧多·西博格与阿瑟·华尔确定发现了钚元素。[16]
- 5月17日：阿瑟·康普顿同美国国家科学院撰写的报告公开发表，指出研发军用核能源带来的若干好处。[17]
- 6月28日：罗斯福签署第8807号行政命令，设立科学研究与开发办公室，交由万尼瓦尔·布什管理。[18]科学研究与开发办公室合并了国防部科研委员会和铀顾问团。詹姆斯·布莱恩特·科南特接任布什成为科学研究与开发办公室的新总管。[19]
- 7月2日：穆德委员会任命詹姆斯·查德威克撰写原子弹的设计与预算报告的第二稿（也是最终稿）。[20]
- 7月15日：穆德委员会分发了制弹的技术细节、预算的最终稿。万尼瓦尔·布什接获报告后，决定先等待报告官方版本出来后再进行下一步的行动。[21]
- 8月：奥利芬特赴美，力劝将科研的重心放在制弹而非核能源上。[22]
- 9月3日：英国参谋长委员会批准了核武器计划。[23]
- 10月3日：穆德委员会官方报告（查德威克撰写）送到了布什手中。[22]
- 10月9日：布什将穆德委员会的报告呈交给罗斯福，后者在了解相关科学细节后准许了研发计划。罗斯福让布什起草外交函，以方便英美双方的高层接洽。[24]
- 12月6日：布什组织了场会议来协调整个研发计划。该计划由康普顿主导，哈羅德·尤里负责研究使用气体扩散法来浓缩铀，欧内斯特·劳伦斯则负责研究电磁分离法（该方法最后造出了电磁型同位素分离器）。[25][26]康普顿将钚容器呈给了布什和科南特。[27]
- 12月7日：日军偷袭珍珠港。美国与英国在隔日正式对日本宣战。[28]
- 12月11日：德国、意大利对美国宣战的同日，美国对德、意两国宣战。[29]
- 12月18日：科学研究与开发办公室S-1分部的首次会议。该部门专攻核武器制造。[30]

## 1942年

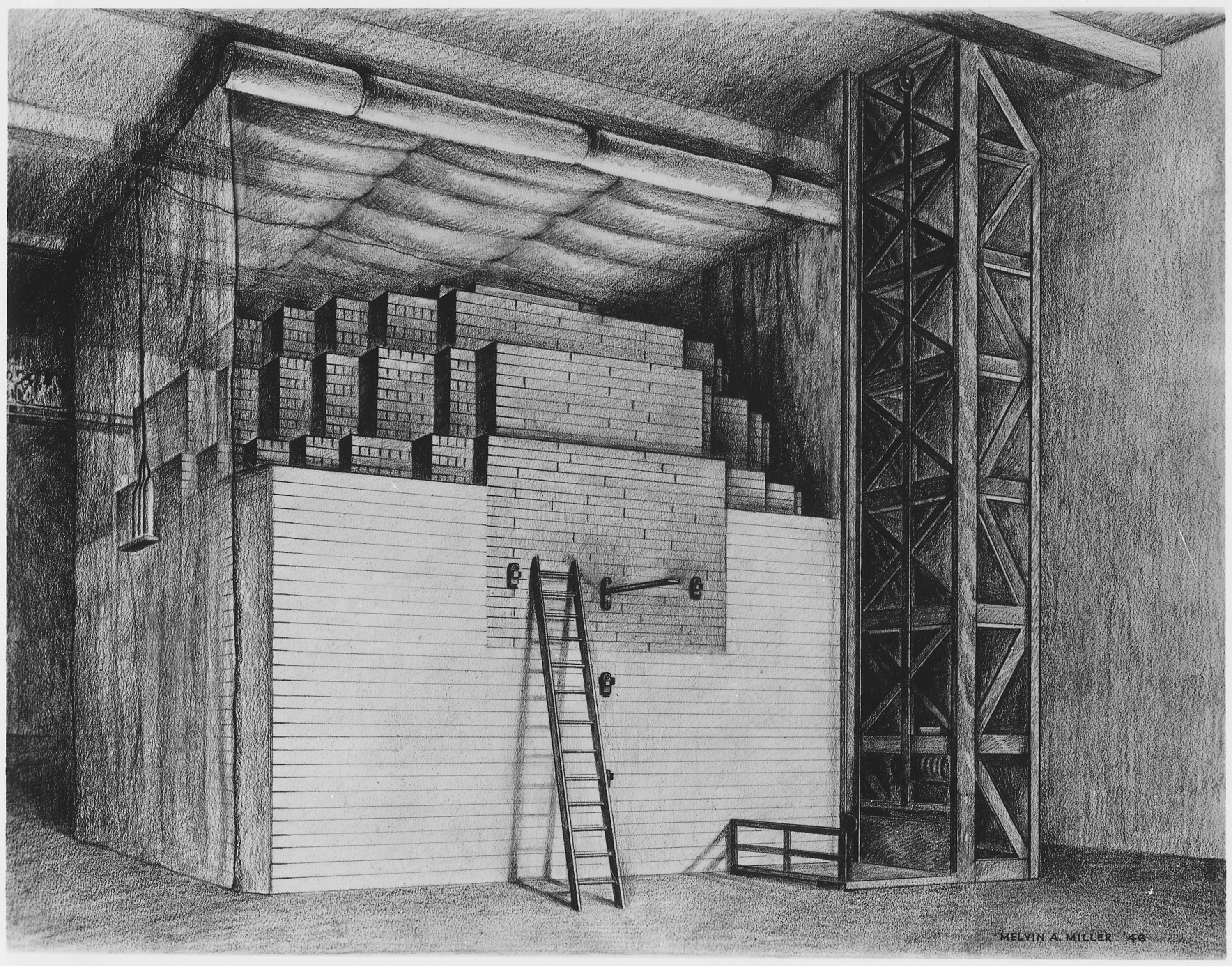
芝加哥1号堆

- 1月19日：罗斯福正式批准原子弹计划。[31]
- 1月24日：康普顿决定将钚相关的科研工作放在美国芝加哥大学集中进行。[32]
- 2月19日：加拿大和英国协商设立蒙特利尔实验室，用作英、加两国在核技术方面的协作（尤其是制钚）。[33]
- 6月19日：布什、科南特、康普顿、劳伦斯和尤里正式组建成S-1执行委员会。[34]
- 7月-9月：罗伯特·奥本海默在加利福尼亞大學柏克萊分校召开夏季会议，会议研讨了核裂变武器的设计。愛德華·泰勒提出了氢弹的构想，在会议中重点讨论。[35]
- 7月30日：时任英国枢密院议长的约翰·安德森力谏首相温斯顿·丘吉尔让英国与美国合作。[36]
- 8月13日：美國陸軍工兵部隊少将尤金·雷巴德建立了曼哈顿工程区，詹姆斯·马歇尔出任区监，从8月16日起开始运转。[37]
- 9月17日：威廉·斯泰尔少将和雷巴德任命莱斯利·理查德·格罗夫斯上校接管曼哈顿计划。[38]
- 9月23日：格罗夫斯升勋为准将，成为曼哈顿计划的负责人。同时，由布什（有时科南特会代替他）、斯泰尔、海军少将威廉·普奈尔组成的军事政策委员会（Military Policy Committee）负责监督计划的执行。[39]
- 9月26日：美国战时生产委员会准许曼哈顿计划使用最高战时优先级。[40]
- 9月29日：美国战争部长罗伯特·帕特森授权陆军工程兵部队在田纳西州取得56,000英畝（23,000公頃）的土地用于建造Site X实验室，即后来的橡树岭国家实验室。[41]
- 10月19日：格罗夫斯任命奥本海默组织协调Site Y实验室的相关科学研究。[42]
- 11月16日：格罗夫斯和奥本海默前往新墨西哥州的洛斯阿拉莫斯，并将Site Y选址于此。[43]

- 12月2日：在恩里科·费米的设计、主导研发下，世界上首个核反应堆工程——芝加哥1号堆在芝加哥大学取得了突破性进展。该反应堆在建造后短短一个月成功实现了自持反应。[44]

## 1943年

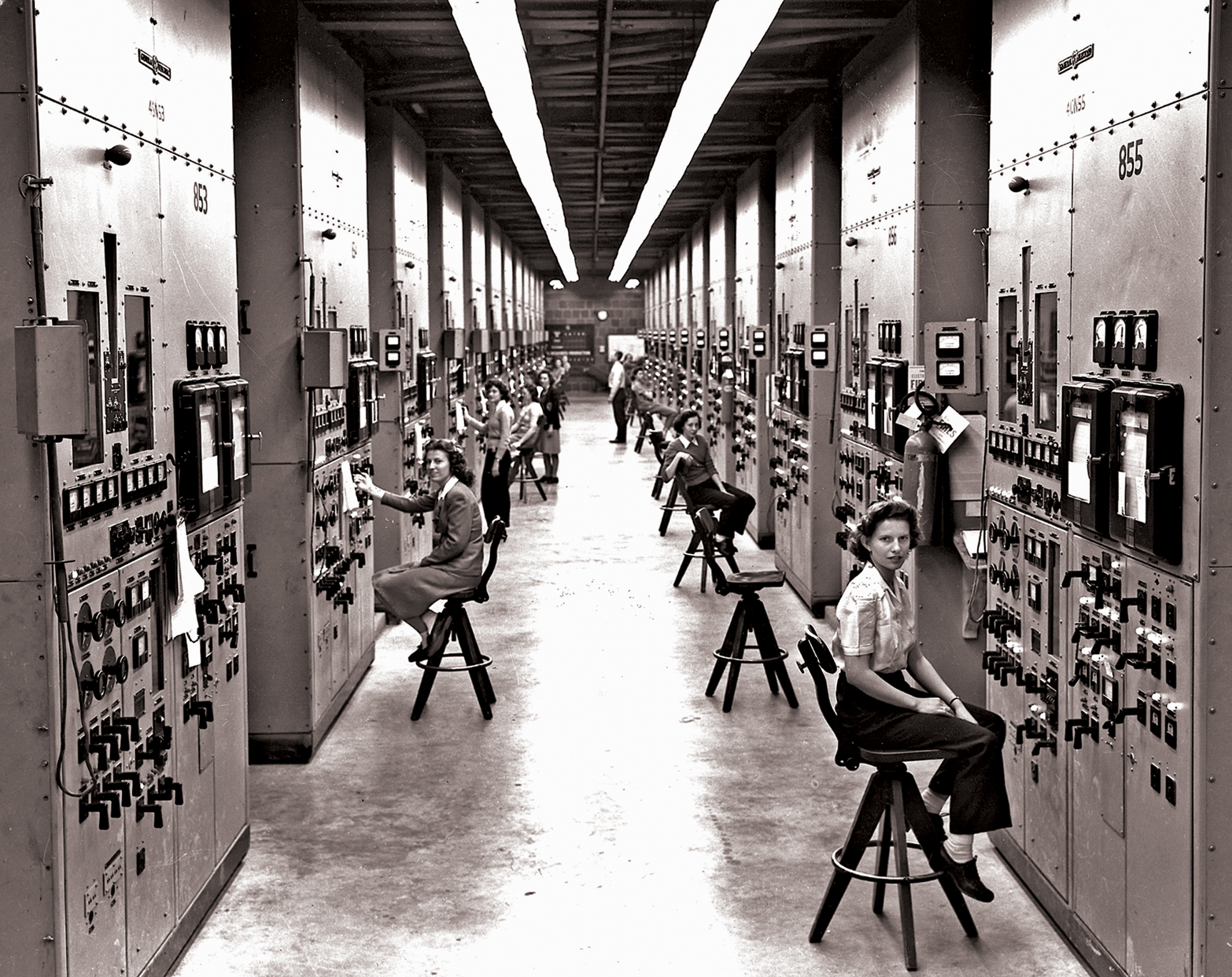
在Y-12国家安全大楼控制电磁型同位素分离器的操作员。照片中坐在前面的葛蕾蒂丝·欧文斯（Gladys Owens）在50年后参加大楼的公众开放游之前都不知道自己当年参与的是什么样的军事行动。

- 1月16日：格罗夫斯批准建立漢福德區。[46]
- 2月9日：帕特森为漢福德區批了400,000英畝（160,000公頃）的土地。[46]
- 2月18日：Y-12国家安全大楼动工。Y-12是橡树岭的一个大型电磁分离工厂，用来浓缩铀。[47]
- 4月1日：洛斯阿拉莫斯实验室竣工。[48]
- 4月5日-14日：物理学家罗伯特·瑟伯尔在洛斯阿拉莫斯进行讲演。后来人们将演讲整理为《洛斯阿拉莫斯入门（英语：The Los Alamos Primer）》。[49]
- 4月20日：加利福尼亞大學正式接管洛斯阿拉莫斯实验室。[50]
- 1943年年中：S-1执行委员会被军事政策委员会取代。[51]
- 6月2日：气体扩散工厂K-25动工。[52]
- 7月：总统将洛斯阿拉莫斯、克林顿工程师工程和漢福德區划为军区。田纳西州州长普伦蒂斯·库珀正式接到了橡树岭变成军区、不再受州政府控制的命令。[53][54]
- 7月10日：第一份钚样品抵达洛斯阿拉莫斯。[55]
- 8月13日：枪式裂变武器的首次投下试验，位于达尔格伦演习场（英语：Naval Surface Warfare Center Dahlgren Division），负责人诺曼·拉姆齐。[56]肯尼斯·尼科尔斯取代马歇尔成为曼哈顿工程区的工兵总监。[57]他上任后的首批任务之一是将曼哈顿工程区总部迁移至橡树岭（但工程区并未因此更名）。[48]
- 8月19日：罗斯福和丘吉尔签署魁北克协定。[58]
- 9月8日：因魁北克协定而设立的联合政策委员会的首次会面，以期在美国、英国、加拿大三国之间互相协调。美国战争部长亨利·刘易斯·史汀生、布什和科南特担任美方代表；英国陆军元帅约翰·迪尔、上校约翰·杰斯廷·卢埃林担任英方代表；克拉伦斯·迪凯特·豪担任加拿大代表。[59]
- 10月10日：汉福德区首个核反应堆动工。[60]
- 11月4日：橡树岭的X-10石墨反应堆达到临界状态。[61]
- 12月3日：英国任务（The British Mission）的15名科学家（包括魯道夫·佩爾斯、弗朗西斯·西蒙、克勞斯·富赫斯）抵达美国弗吉尼亚州紐波特紐斯。[62]

## 1944年

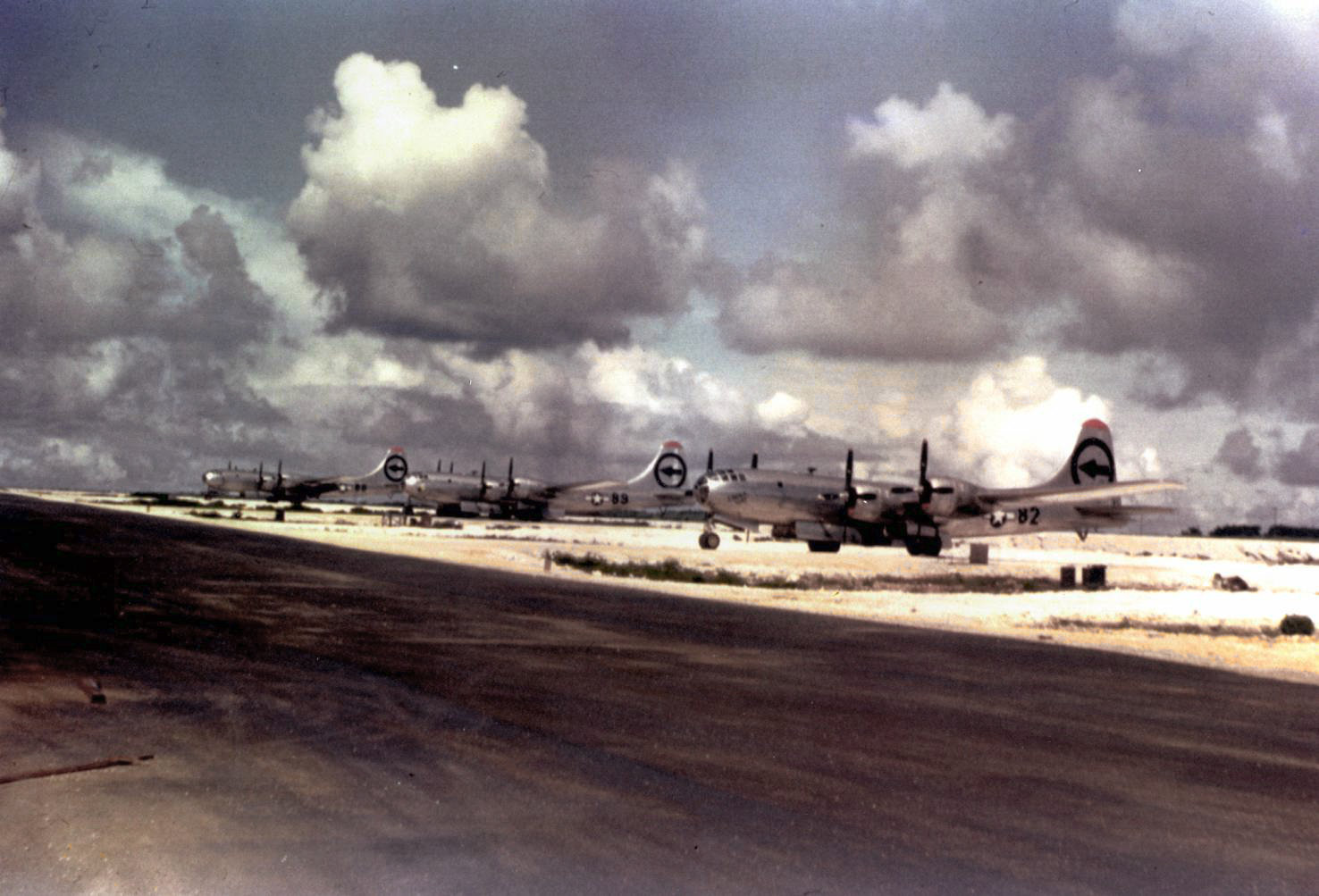
在廣島與長崎原子彈爆炸中服过役的飞机，出自第509混合飞行大队。从左到右：预备机、伟大艺人号轰炸机、艾諾拉·蓋號轟炸機

- 1月11日：洛斯阿拉莫斯理论部门成立了特别小组来研发内爆式核武器，负责人愛德華·泰勒。[63]
- 3月11日：橡树岭Beta电磁型同位素分离器启动。[64]
- 4月5日：在洛斯阿拉莫斯，埃米利奥·塞格雷收到了橡树岭核反应堆增殖的首份钚样品。十天后，他发现自发性裂变的速率过高，无法应用在枪式裂变武器上（因为钚-240混入到了钚-239中的缘故）。[65]
- 5月9日：在洛斯阿拉莫斯，世界上第三个核反应堆——LOPO——达到临界状态。该反应堆是世上首个溶液堆，也是首个以濃縮鈾作为燃料的反应堆。[66]
- 7月4日：奥本海默向洛斯阿拉莫斯实验室的研究人员阐释了塞格雷的发现，并终止了枪式钚核武器“瘦子”的研发。设计内爆式的核武器（“胖子”）从此成了实验室的重中之重。枪式铀核武器（“小男孩”）的研发计划重启。[67]
- 7月20日：洛斯阿拉莫斯实验室进行了组织重组，以适应实验室的新目标。[68]
- 9月2日：因被高腐蚀性氢氟酸溅到，两名化学家死亡，阿诺德·克拉米什重伤濒死。当时他们正在清理一个浓缩铀的装置，该装置是位于费城海军船坞的热泳试验工厂的一部分。[69]是次事件是曼哈顿计划首次有人员伤亡的事故。[70]
- 9月22日：洛斯阿拉莫斯实验室使用放射源进行首轮放射性镧测试。[71]
- 9月26日：世界上首个全尺寸反应堆——B反应堆——在汉福德区启用。[72]
- 11月下旬：美国阿尔索斯任务首席科学家塞缪尔·古德斯米特下定论称，依照斯特拉斯堡中发现的有关文档，德国人并没有在核武器、核反应堆的研发计划中取得有效的进展，甚至整个研发计划都没有给予高优先级。[73]
- 12月14日：在一次放射性镧测试中发现了可实现压缩度的确凿证据。[74]
- 12月17日：第509混合飞行大队完成编队。该队负责原子弹轰炸任务，美国空军上校保罗·蒂贝茨担任负责人。[75]

## 1945年

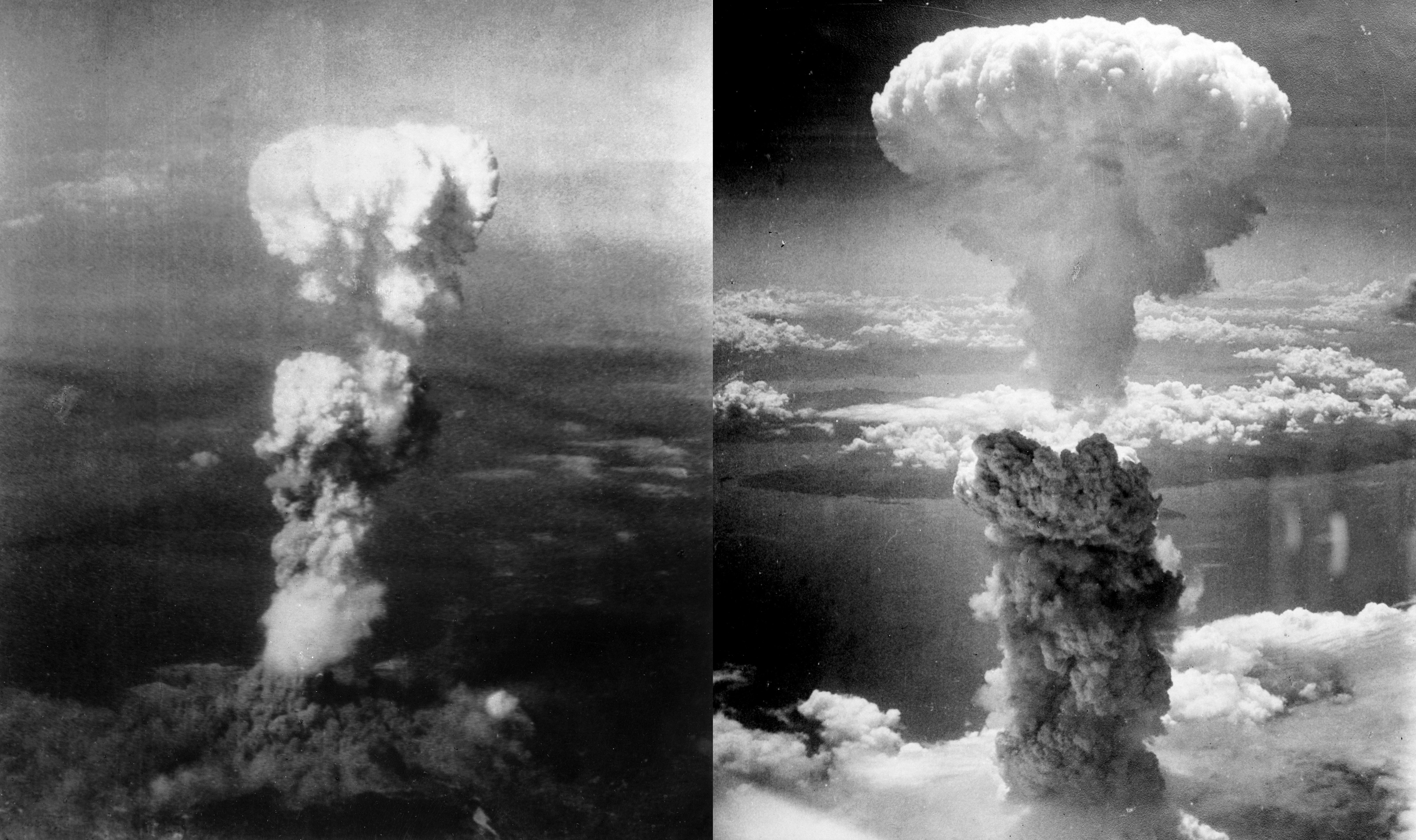
广岛（左）、长崎（右）原子弹爆炸之后所产生的蘑菇云

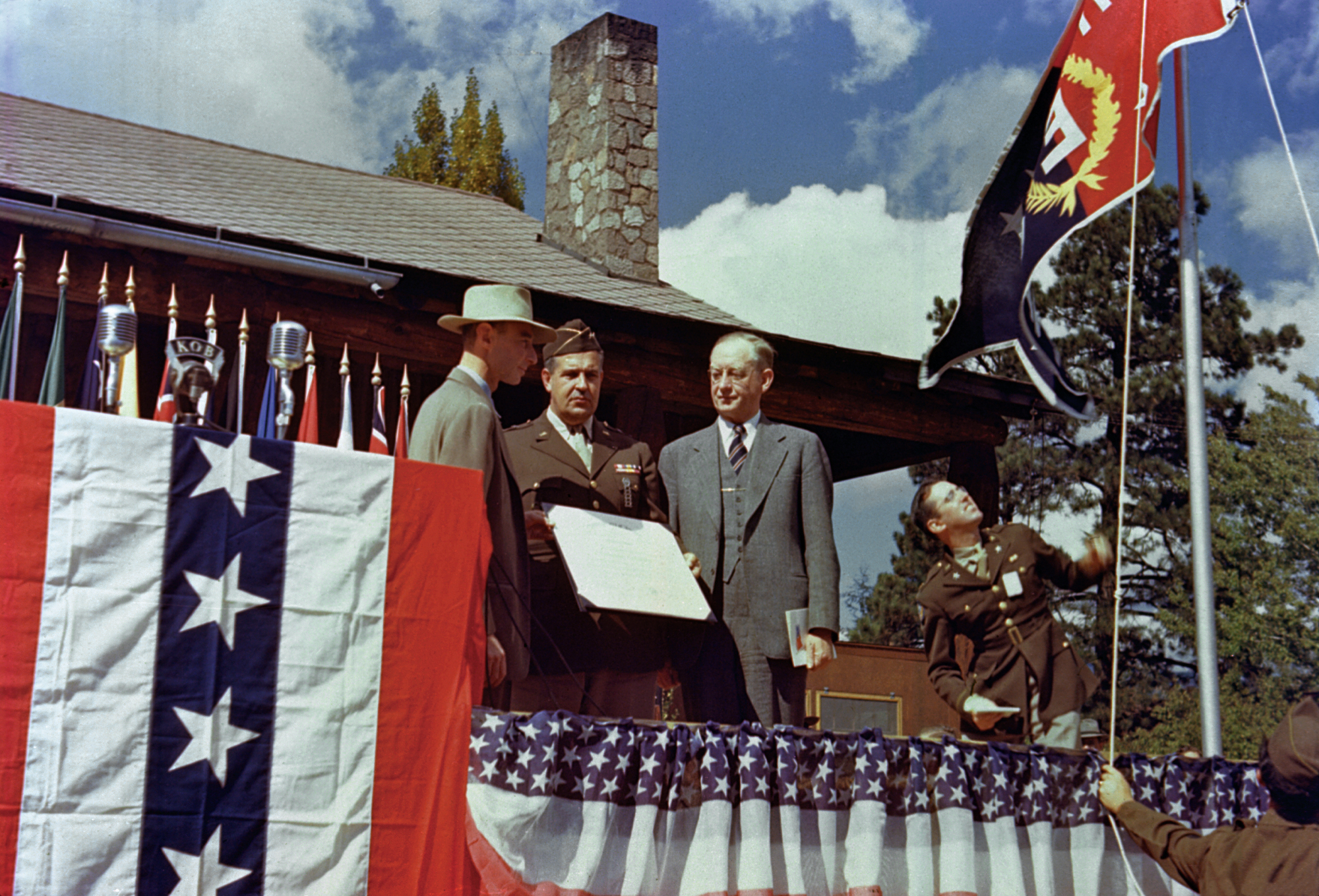
1945年10月，洛斯阿拉莫斯实验室主管罗伯特·奥本海默（左）、曼哈顿计划负责人莱斯利·理查德·格罗夫斯（中）和加利福尼亞大學校长罗伯特·戈登·史普罗（右）为实验室授陆军海军生杰出生产奖

- 1月：托马斯·法雷尔少将成为格罗夫斯的副官。[76]
- 1月7日：首次使用电桥式电雷管進行放射性镧测试。[74]
- 1月20日：K-25工厂进行到第一阶段，使用了六氟化铀气体。[77]
- 2月2日：汉福德区的第一份钚送抵洛斯阿拉莫斯。[78]
- 4月22日：阿尔索斯任务在德国海格洛赫发现了德国的实验性核反应堆。[79]
- 4月27日：目标委员会（Target Committee，用以决定核打击目标）举行首次会议。委员会成员包括法雷尔和约翰·戴瑞（John A. Derry）。[80]
- 5月7日：纳粹德国正式向盟军投降，标志着二战在欧洲战场的停火。[81]美国田纳西州阿拉莫戈多进行了一场100吨炸药的试爆。[74]
- 5月10日：目标委员会在洛斯阿拉莫斯举行第二次会议。[82]
- 5月28日：目标委员会的第三次会议决定，将在小倉市、廣島市、新潟市、京都市中选址作为原子弹的轰炸地点。[82]
- 5月30日：史汀生从轰炸候选目标列表中移除京都。[82]
- 6月11日：芝加哥大学冶金实验室的学者在詹姆斯·弗兰克的带领下发表《弗兰克报告》，建议原子弹先在无人区预演一次。[83]
- 7月16日：在阿拉莫戈多，曼哈顿计划引爆了人类历史上的首次核爆炸——三位一体核试——使用了一种内爆式钚核武器（被称为“小工具”）；[84]印第安纳波利斯号重型巡洋舰前往天宁岛，舰上载有核武器。[85]
- 7月19日：奥本海默建议格罗夫斯放弃研发枪式裂变武器，把铀-235用来制作复合堆芯。[86]
- 7月24日：美国总统哈里·S·杜鲁门向苏联领袖约瑟夫·维萨里奥诺维奇·斯大林透露消息称美国有核武器（但苏方早已透过谍报活动得知此事）。[87]
- 7月25日：美国空军上将卡爾·斯帕茨被命令视天气情况在8月3日后轰炸广岛、小仓、新潟、长崎中的一座城市。[88]
- 7月26日：美、英、中三国联署的《波茨坦公告》发布，威胁会将日本“迅速完全毁灭”。[89][90]
- 7月27日：日本政府决定对《波茨坦公告》“默杀”（即不予置评），被盟军视为日本拒绝投降。[91]
- 8月6日：艾諾拉·蓋號B-29型轰炸机将小男孩原子彈（枪式铀-235弹）投在了是次行动的主要目标城市广岛市。[92]
- 8月9日：博克斯卡号B-29型轰炸机将胖子原子彈（内爆式钚弹）投在了是次行动的第二目标城市长崎市，因为当日主要目标城市小仓市当天天气状况恶劣。[93]
- 8月12日：《史迈斯报告》公开发表，首次介绍了原子弹的有关技术背景。[94]
- 8月14日：日本向盟军投降。[95]
- 9月4日：曼哈顿工程区开始关闭S-50液相热扩散工厂和Y-12 Alpha工厂。[96]
- 9月8日：法雷尔带领的曼哈顿计划调查小组抵达长崎。[97]
- 9月17日：美军上校史丹佛·瓦倫带领的调查小组抵达长崎。[97]
- 9月22日：Y-12 Alpha工厂停止运行。[96]
- 10月16日：奥本海默辞去洛斯阿拉莫斯实验室主管的职务，该职位隔日由诺里斯·布拉德伯里接替。[98]

## 1946年

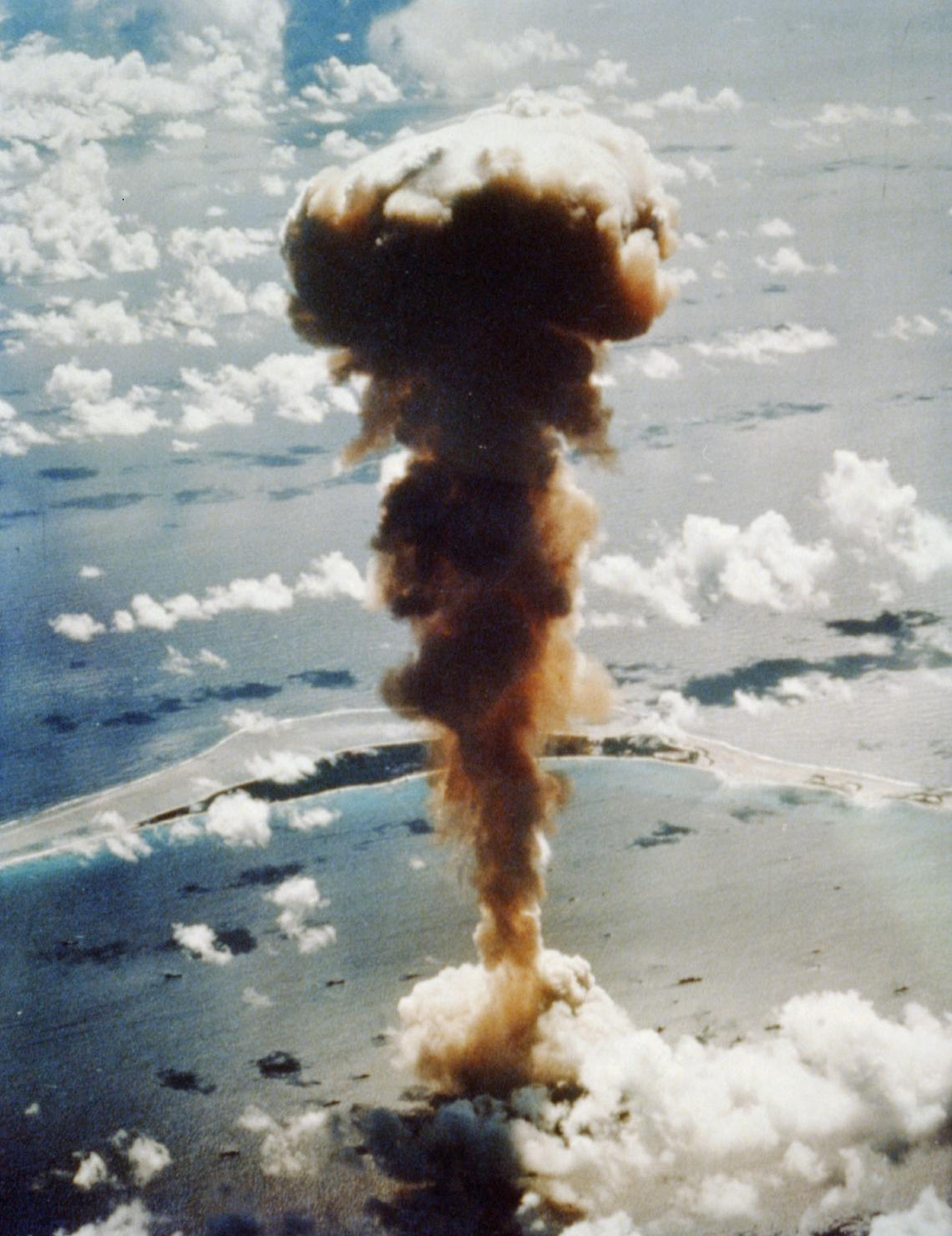
鸟瞰十字路口行动中，代号“Able”的核试所产生的蘑菇雲从比基尼环礁的环礁湖中升起

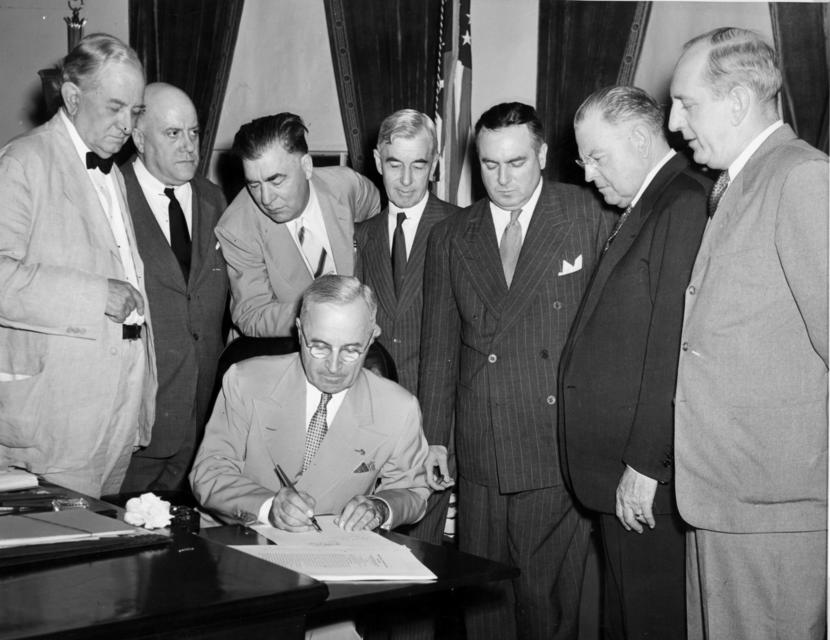
美国总统杜鲁门正在签署《1946年原子能法案》

- 2月：自苏联叛逃的伊格尔·古琴科泄露了有关在加拿大的苏联间谍团伙的信息。该消息被公之于众，引发了公众对“原子间谍”的担忧，导致美国国会对于战后核能法律法规的讨论趋向保守化。[99]
- 7月1日：比基尼环礁进行了代号“Able”的核试。该试验是十字路口行动的一部分。[100]
- 7月25日：比基尼环礁进行了代号“Baker”的核试。[100]
- 8月1日：杜鲁门批准了《1946年原子能法案》（也称《麦克马洪法案》）。[101]

## 1947年
- 1月1日：《1946年原子能法案》生效，曼哈顿计划正式移交给了美国原子能委员会。[102]
- 8月15日：曼哈顿工程区被废除。[103]

### 引用
1. ↑  Johnston, Louis; Williamson, Samuel H. . MeasuringWorth. 2022  [2022-02-12]. United States Gross Domestic Product deflator figures follow the Measuring Worth series.
2. ↑  Nichols 1987，第34–35頁.
3. ↑  . Edmonton Journal. 1945-08-07: 1  [2012-01-01]. （原始内容存档于2016-05-04）.
4. ↑  Beck, Alfred M, et al, United States Army in World War II: The Technical Services – The Corps of Engineers: The War Against Germany, 1985 Chapter 24, Into the Heart of Germany, p. 558 （页面存档备份，存于）
5. ↑  Kant 2001.
6. ↑  Rhodes 1986，第307頁.
7. ↑  Rhodes 1986，第310頁.
8. ↑  Hewlett & Anderson 1962，第17頁.
9. ↑  Hewlett & Anderson 1962，第20頁.
10. ↑  Gowing 1964，第40–43頁.
11. ↑  Rhodes 1986，第332頁.
12. ↑  Hoddeson et al. 1993，第18頁.
13. ↑  Hewlett & Anderson 1962，第31頁.
14. ↑  Zachary 1997，第112頁.
15. ↑  Hewlett & Anderson 1962，第27頁.
16. ↑  Rhodes 1986，第383–384頁.
17. ↑  Hewlett & Anderson 1962，第37頁.
18. ↑  Roosevelt 1941.
19. ↑  Hewlett & Anderson 1962，第41頁.
20. ↑  Gowing 1964，第76頁.
21. ↑  Rhodes 1986，第368–369頁.
22. 1 2  Hewlett & Anderson 1962，第43–44頁.
23. ↑  Gowing 1964，第106頁.
24. ↑  Hewlett & Anderson 1962，第44–46頁.
25. ↑  Yergey & Yergey 1997，第943–953頁.
26. ↑  . www2.lbl.gov.   [2019-07-22]. （原始内容存档于2019-03-26）.
27. ↑  Rhodes 1986，第388–389頁.
28. ↑  Williams 1960，第3頁.
29. ↑  Williams 1960，第4頁.
30. ↑  Hewlett & Anderson 1962，第53頁.
31. ↑  Hewlett & Anderson 1962，第49頁.
32. ↑  Rhodes 1986，第399頁.
33. ↑  Laurence, George C.  (PDF). IEEE.   [2019-10-08]. （原始内容存档 (PDF)于2020-04-05）.
34. ↑  Hewlett & Anderson 1962，第75頁.
35. ↑  Hoddeson et al. 1993，第42–47頁.
36. ↑  Gowing 1964，第437–438頁.
37. ↑  Jones 1985，第43頁.
38. ↑  Jones 1985，第75頁.
39. ↑  Jones 1985，第77頁.
40. ↑  Jones 1985，第81頁.
41. ↑  Jones 1985，第78頁.
42. ↑  Jones 1985，第83頁.
43. ↑  Jones 1985，第84頁.
44. ↑  Hewlett & Anderson 1962，第112頁.
45. ↑  , SmithDRay,   [2011-06-22], （原始内容存档于2018-12-22）
46. 1 2  Jones 1985，第110頁.
47. ↑  Hewlett & Anderson 1962，第152頁.
48. 1 2  Jones 1985，第88頁.
49. ↑  Hoddeson et al. 1993，第69頁.
50. ↑  Hoddeson et al. 1993，第66頁.
51. ↑  Nichols 1987，第115頁.
52. ↑  Hewlett & Anderson 1962，第130頁.
53. ↑  Groves 1962，第26,27頁.
54. ↑  Nichols 1987，第99,100頁.
55. ↑  Hoddeson et al. 1993，第79頁.
56. ↑  Hoddeson et al. 1993，第380頁.
57. ↑  Nichols 1987，第101頁.
58. ↑  Gowing 1964，第171頁.
59. ↑  Jones 1985，第241頁.
60. ↑  Rhodes 1986，第499頁.
61. ↑  Hewlett & Anderson 1962，第211頁.
62. ↑  Rhodes 1995，第103頁.
63. ↑  Hoddeson et al. 1993，第157頁.
64. ↑  Hewlett & Anderson 1962，第164頁.
65. ↑  Hoddeson et al. 1993，第238頁.
66. ↑  Hoddeson et al. 1993，第202頁.
67. ↑  Hoddeson et al. 1993，第240頁.
68. ↑  Hoddeson et al. 1993，第245頁.
69. ↑  . Manhattan Project Heritage Preservation Association.   [2013-04-09]. （原始内容存档于2013-05-01）.
70. ↑   (PDF). y12.doe.gov. 美国能源部.   [2019-09-03]. （原始内容存档 (PDF)于2019-09-03）.
71. ↑  Hoddeson et al. 1993，第269頁.
72. ↑  , HNF-41115, Rev. 0, 美国能源部, 2009-05
73. ↑  Goudsmit 1947，第69–79頁.
74. 1 2 3  Hoddeson et al. 1993，第271頁.
75. ↑  Jones 1985，第521頁.
76. ↑  Nichols 1987，第171頁.
77. ↑  Hewlett & Anderson 1962，第300頁.
78. ↑  Hewlett & Anderson 1962，第310頁.
79. ↑  Rhodes 1986，第609頁.
80. ↑  Jones 1985，第528頁.
81. ↑  Williams 1960，第534頁.
82. 1 2 3  Jones 1985，第529頁.
83. ↑  Jones 1985，第532–533頁.
84. ↑  Williams 1960，第550頁.
85. ↑  Rhodes 1986，第670頁.
86. ↑  Hoddeson et al. 1993，第377頁.
87. ↑  Rhodes 1986，第690頁.
88. ↑  Rhodes 1986，第691頁.
89. ↑  Rhodes 1986，第692頁.
90. ↑   (PDF). capany.org. 1945-07-26  [2019-08-23]. （原始内容 (PDF)存档于2019-02-14）.
91. ↑  Kawai 1950.
92. ↑  Jones 1985，第536–538頁.
93. ↑  Jones 1985，第538–541頁.
94. ↑  Jones 1985，第561頁.
95. ↑  Hewlett & Anderson 1962，第405–406頁.
96. 1 2  Hewlett & Anderson 1962，第624頁.
97. 1 2  Jones 1985，第544頁.
98. ↑  Hoddeson et al. 1993，第401頁.
99. ↑  Hewlett & Anderson 1962，第480–481頁.
100. 1 2  Hewlett & Anderson 1962，第580–581頁.
101. ↑  Jones 1985，第596頁.
102. ↑  Hewlett & Anderson 1962，第641頁.
103. ↑  Jones 1985，第600頁.